# St. Petersburg White Nights 2013
Die St. Petersburg White Nights 2013 im Badminton fanden vom 3. bis zum 7. Juli 2013 in Gattschina bei Sankt Petersburg statt. Das Preisgeld betrug 15.000 US-Dollar, wodurch das Turnier in das BWF-Level 4A eingeordnet wurde. Der Referee war John op het Veld aus den Niederlanden.

## Austragungsort
- Sporthalle Arena, General Knysh Street 14A

## Sieger und Platzierte
| Disziplin    | Gold                            | Silber                              | Bronze                               |
| ------------ | ------------------------------- | ----------------------------------- | ------------------------------------ |
| Herreneinzel | Eetu Heino                      | Ville Lång                          | Raul Must                            |
| Herreneinzel | Eetu Heino                      | Ville Lång                          | Anton Ivanov                         |
| Dameneinzel  | Olga Konon                      | Ella Diehl                          | Nicole Schaller                      |
| Dameneinzel  | Olga Konon                      | Ella Diehl                          | Olga Golovanova                      |
| Herrendoppel | Baptiste Carême Ronan Labar     | Andrej Ashmarin Sergej Shumilkin    | Maxim Romanov Sergey Don             |
| Herrendoppel | Baptiste Carême Ronan Labar     | Andrej Ashmarin Sergej Shumilkin    | Peter Käsbauer Josche Zurwonne       |
| Damendoppel  | Isabel Herttrich Carla Nelte    | Audrey Fontaine Émilie Lefel        | Viktoria Dergunova Romina Gabdullina |
| Damendoppel  | Isabel Herttrich Carla Nelte    | Audrey Fontaine Émilie Lefel        | Elena Komendrovskaja Maria Shegurova |
| Mixed        | Peter Käsbauer Isabel Herttrich | Sergey Shumilkin Viktoriia Vorobeva | Ronan Labar Émilie Lefel             |
| Mixed        | Peter Käsbauer Isabel Herttrich | Sergey Shumilkin Viktoriia Vorobeva | Baptiste Carême Anne Tran            |